# Hilda Watson
Pour les articles homonymes, voir Watson.
Hilda Watson, née le 13 janvier 1922 et morte le 14 juillet 1997, est une enseignante et femme politique canadienne du territoire du Yukon. Elle est la première femme de l'histoire canadienne à mener un parti politique conduisant à l'élection de candidats.

## Carrière politique
Hilda Watson est élue pour la première fois lors des élections générales du Yukon de 1970 et reçoit des fonctions ministérielles concernant l'éducation. Elle est réélue en 1974 (en), mais, après contestation la validité de son élection, elle démissionne de son siège et est défaite à l'élection partielle qui suit.
Après la création de l'Assemblée législative du Yukon qui permet la création de partis politiques au Yukon en 1977, Hilda Watson est élue comme première cheffe du Parti progressiste-conservateur du Yukon devant le député fédéral Erik Nielsen. Elle mène le parti à la victoire lors des élections générales du Yukon de 1978 (en), les premières élections législatives conventionnelles du territoire. Cependant, elle n'est pas élue dans sa propre circonscription de Kluane et ne devient donc pas la cheffe du gouvernement, mais elle devient tout de même la première femme au Canada à mener un parti politique qui réussit à faire élire des candidats en plus de le mener à la victoire.

## Annexe